# Дев’ятилово
Дев’ятилово (рос. Девятилово) — присілок в Дзержинському районі Калузької області Російської Федерації.
Населення становить 5 осіб. Входить до складу муніципального утворення Присілок Сени.

## Історія
Від 2004 року входить до складу муніципального утворення Присілок Сени.

## Населення
| 2002 | 2010 |
| ---- | ---- |
| 8    | ↘5   |